# Mimi Jakobsen
Pour les articles homonymes, voir Jakobsen.
Mimi Jakobsen, née le 9 novembre 1948 à Copenhague (Danemark), est une femme politique et ancienne ministre du gouvernement danois et à présent secrétaire générale représentant les Danois dans l'Alliance internationale Save the Children.

## Biographie
De 1989 à 2005, elle est leader des  Démocrates du centre, le parti politique fondé par son père, le social démocrate Erhard Jakobsen, en 1973. Elle rejoint les Sociaux-démocrates le 21 décembre 2006.